# Лисицино (Тверская область)
Лисицино — деревня в Лихославльском районе Тверской области.

## География
Находится в центральной части Тверской области на расстоянии приблизительно 33 км на север-северо-восток по прямой от районного центра города Лихославль на левом берегу реки Медведица.

## История
Деревня была отмечена ещё на карте Менде, состояние местности на которой соответствует 1848 году. В 1859 году здесь (деревня Вышневолоцкого уезда) было учтено 50 дворов. До 2021 года деревня входила в Станское сельское поселение Лихославльского района до его упразднения.

## Население
Численность населения: 332 человека (1859 год), 52 (карелы 50 %, русские 50 %) в 2002 году, 81 в 2010.